# アジア主義
アジア主義（アジアしゅぎ）、または汎アジア主義（はんアジアしゅぎ、英語: Pan-Asianism）、大アジア主義（だいアジアしゅぎ）とは、日本と他のアジア諸邦の関係や、アジアの在り方についての思想ないし運動の総称である。19世紀後半に活発となった欧米列強のアジア進出・植民地化に対抗する方策として展開された。

## 概要
欧米列強の脅威の排除とアジアとの連帯を目指した主張で、明治中期までの日本ではもっぱら興亜会に代表される「興亜論」（こうあろん）の名称で呼ばれた。他方、旧・福岡藩士を中心として1881年につくられた玄洋社が著名である。中でも頭山満は長きにわたりアジア主義の流れの中で大きな存在感を示した。アジア主義の内容は開国文明化（逆に反欧化）、協同、合邦、新秩序構築など、論者の思想的立場によって異なり一義的な定義はなく、対象地域も東アジア・東南アジアにとどまらず、中東までに及ぶものがある。また、国際情勢の変化に伴って主張内容が変化する。
政府では大久保利通と李鴻章の約束に始まる日本と清・朝鮮との対等提携指向を指すものであったが、冊封体制下の朝鮮をめぐって江華島事件や壬午事変、甲申政変を経て起こった日清戦争で、アジア主義は主戦論と非戦論に分裂し、政府や国内の新聞も清への対外硬が主流となり、日清戦争の勝利で清朝に対して領土割譲や賠償金を求めていく方向に向かった。対して民間においては、樽井藤吉の『大東合邦論』のような日本と朝鮮の対等な合併（合邦）の思想があり、内田良平ら日本と朝鮮の対等な合邦を目指した李容九と結んで行動するなどの動きがあった。また、日清戦争に関しても荒尾精のように清朝に対する領土割譲要求に反対するものもいた。
三国干渉や義和団事件後ロシアが満洲への進出を強める状況下、ロシアを踏破するなどロシア問題に強い関心を持ち、1901年に黒龍会を創設した内田良平が対露主戦論を唱えている。対露主戦派は、貴族院の有力政治家で東亜保全の立場に立つアジア主義的な近衛篤麿を会長に国民同盟会、のちに対露同志会（内田や頭山も参加）を結成し、主戦論を牽引した。日露戦争下では玄洋社が関わったとされる満洲義軍の活動があった。
日露戦争以降のアジア主義では、ロシア帝国に勝利して得た東アジアにおける日本の優位を前提にアジアの革命勢力を支援する思想が強まる。辛亥革命に中国の革命時には多くの日本人が中国各地で支援活動した。日本政府や軍には中国で共和制国家が成立することを嫌い派兵干渉の考えを持つ勢力もあったが、内田や犬養、杉山茂丸はそれを阻止すべく尽力し、西園寺内閣は結局派兵を行わなかった。後、中国人の対日感情を悪化させることとなる対華21カ条要求といった日本政府の行動に対しては宋教仁と深い関わりをもった北一輝やこの時期の中野正剛などは批判的な立場を取っていた。犬養や内田も反対している。他方、日英同盟下にあっても政府の外交方針に関係なく、アジア各地の独立運動を支援するアジア主義者の行動はあり、たとえば頭山満らが日本政府の国外追放命令からインド独立運動家のラース・ビハーリー・ボースを匿い保護した一件があげられる。また、大川周明のように南アジアから中東・イスラム地域に目を向ける動きもあり、大川が主導した東亜経済調査局の付属研究所など、当該地域に向けた人材育成を行う機関もつくられた。イスラームとの関わりでは満洲事変以後には大日本回教協会なども結成されている。
やがて日中戦争を通じ、日本を盟主とした「東亜新秩序」（アジア・モンロー主義あるいは大アジア主義）、日中戦争初期の昭和研究会による「東亜協同体論」としての政策化、大政翼賛会の興亜総本部や大日本興亜同盟による統制、そして「大東亜共栄圏」構想へとつながっていく。なお、日中戦争については和平交渉が試みられたが、アジア主義の系譜では萱野長知が和平工作を行っている。戦中の1943年には「大東亜共同宣言」が出された。日本はいわゆる大東亜戦争には敗れるが、敗戦後も東南アジアに残った旧日本軍人の中には、現地の独立闘争に参加・貢献した人々が存在した（残留日本兵）。
戦後においては、1990年に当時マレーシアの首相であったマハティール・ビン・モハマドが打ち出した東アジア経済圏構想などは西洋諸国を加えないもので、アジア主義として語られることがある。
また、冷戦後の国際的な地域統合の流れの中で生まれたASEAN+3による東アジア共同体構想や、本来の「日本・支那・朝鮮の対等提携」に近い日中韓首脳会談（大久保利通の玄孫である麻生太郎が主催した）で設立された三国協力事務局なども、しばしば戦前・戦中のアジア主義（特に東亜協同体論）と関連付けて言及されることがある。

## 年表
- 1873年　征韓論沸騰
- 1880年　興亜会設立
- 1881年　玄洋社設立
- 1885年　福澤諭吉が「脱亜論」を発表とされる(ただしこれには異説あり。)樽井藤吉が『大東合邦論』を執筆（1893年出版）
- 1891年　東邦協会設立
- 1893年　殖民協会設立
- 1894年　天佑侠結成
- 1895年　清朝にて強学会創立
- 1897年　東亜会設立
- 1898年　東亜会と同文会が合同し「東亜同文会」発足。亜細亜協会（興亜会の後身）も合流。
- 1900年　義和団事件（北清事変）、北京議定書締結。
- 1901年　黒龍会結成
- 1904年　満州義軍結成
- 1905年　東京で中国同盟会設立。東遊運動の開始。
- 1906年　南満州鉄道株式会社設立
- 1911年　辛亥革命
- 1915年　南洋協会設立。
- 1921年　台湾にて台湾文化協会創立
- 1922年　世界紅卍字会設立
- 1924年　孫文の大アジア主義講演
- 1938年　三木清が東亜協同体論を発表
- 1940年　近衛文麿内閣が基本国策要綱策定（大東亜の新秩序建設理念確立）
- 1943年　大東亜会議開催

## 人物・組織・思想
興亜会
1880年、海軍軍人で中国での情報活動に従事していた曽根俊虎などを中心に設立された。琉球処分や壬午事変などで日清関係が悪化していくなかで両国の平和的な提携論を標榜し、最初のアジア主義団体とされている。駐日公使の何如璋ら清政府関係者の支持も受け、日清提携のための中国語での機関誌発行や語学教育に力を入れた。のち亜細亜協会と改称し、東亜同文会が設立されるとこれに合流した。
東邦協会
陸軍の小沢豁郎、白井新太郎らが中心となって設立。副島種臣を初代会長とし、清の地下組織「哥老会」を利用して革命を起こそうとした。その後は東亜同文会に合流した。
善隣協会
興亜会から分離した吾妻兵治、岡本監輔らが内蒙古における医療・教育援助を目的として設立した善隣講書館が前身。和書や洋書を漢訳出版し中国へ輸出した。のち陸軍少将・依田四郎が協力し、善隣協会専門学校が設立された。一部は東亜同文会に合流した。
東亜同文会
戊戌の政変により日本に亡命した康有為・梁啓超の支援をきっかけに作られた政教社系の東亜会と、中国で商業活動を担っていた大陸浪人が組織した同文会の合併により1898年発足した。初代会長は近衛篤麿で、東亜同文書院の経営を主な活動とした。
岡倉覚三（天心）
ボストン美術館東洋部（中国・日本部）部長。1903年にイギリスの出版社から刊行された英文著書『The Ideals of the East』（東洋の理想）の冒頭に「Asia is one.」（「アジアは一つである」）という著名な一節がある。
植木枝盛
『愛国志林』、『愛国新誌』などで独自の小国主義・アジア連合論を展開。清朝や朝鮮との戦争に反対し、アジアの被抑圧からの独立振興を主張した。
樽井藤吉
1885年、『大東合邦論』を執筆し、日本と朝鮮の対等合併による「大東国」建国を主張した。大阪事件に連座して下獄したため原稿（日本文）を散逸し、日清戦争直前の1893年に漢文で出版した。
犬養毅
頭山満の盟友。東亜同文会会員。中国から亡命してきた孫文や蔣介石、インドから亡命してきたラス・ビハリ・ボースらをかくまう。理想主義的なアジア主義を掲げ、日本の大陸への侵略的行動に反対し、五・一五事件で暗殺されたがこれは関東軍の満州侵略をやめさせようとしためだったとも言われる。
玄洋社
初代社長は平岡浩太郎。人物では頭山満が著名だが、頭山は社長になったことはない。福岡県を拠点にし、中国の孫文や朝鮮の金玉均を援助、日清戦争にあたっては開戦を主張した。日露戦争時には、自身らのメンバーが馬賊を編成し、ロシア軍の後方を撹乱したと主張している。玄洋社自体は民権・国権主義団体であるというだけで雑多な思想を持つ者が寄り集まった大きな団体である。頭山満はアジアの民族主義者を支援したものの、自身のアジア主義の思想内容について明確にしたことはなく、単なる利権目当てであったとの見方もあるが、インドの独立運動家ラース・ビハーリー・ボースらを匿い保護するなどの利益を超えた行動があった。薩摩閥あるいは弱小政党を経ることが多かった犬養毅などと近く、必ずしも日本政府・軍部主流派のアジア主義とはならず、官憲側とは緊張関係に立つことも多く、「大東亜共栄圏」構想には与しなかった。広田弘毅は正規のメンバーだったといわれる。
黒龍会
内田良平が主宰。朝鮮での甲午農民戦争時に東学と連携しつつ清軍を挑発するために派遣され、閔妃暗殺にもかかわった玄洋社の別働隊「天佑侠」を起源としている。玄洋社の別働隊として、その事実上の行動部隊の役割を担うことも多かった。なお名称の「黒龍」とは黒い龍ではなく、黒龍江（アムール川）を指す。
中国同盟会
宮崎滔天や梅屋庄吉、和田三郎、北一輝らが参加。東遊運動を開始し、辛亥革命に協力した。
金玉均「三和主義」
「三和主義」発案者。三和主義を唱えた。
三和主義とはアジア主義を東アジアに特化させた、特に大韓帝国、大清帝国、大日本帝国に焦点をあて衰運を挽回する事を唱えた。欧米列強に立ち向かうべきだと主張した。所謂、自主独立共存共栄である。李氏朝鮮の親日開化派の領袖となり、閔妃追放のために甲申事変を起こすが失敗、日本に亡命。10年にわたって活動したものの必ずしも日本政府の支援を受けられず、最後は閔妃に送り込まれた刺客によって清国に誘い出され、暗殺される。このとき一説には、李鴻章に会見して三和主義を説くことができると刺客に欺かれたのだともいう。
孫文「大アジア主義講演」
1924年11月、日本の神戸で講演し、「日本は西洋覇道の鷹犬になるのか。東洋王道の干城になるのか」と述べる。東洋の仁義道徳を、世界秩序の基本にすべきであると主張し、日本政府に対して中国との不平等条約を改正することを暗に求めた。カラハン宣言により不平等条約を破棄したソビエト連邦を王道の側に立つ国家とし、日・中・ソの提携を提唱している点に特徴がある。
汪兆銘
汪兆銘は国父孫文の大アジア主義の意思を継承した人物。1912年1月1日、南京で孫文は臨時大総統に就任し列国に向かって中華民国成立の宣言を発表したが、この宣言の起草を行った。日中戦争中には徹底抗戦を主張する蔣介石に対し日中の共存共栄こそ中国国民の幸せに至る道であると確信し、中国共産党や蔣介石とは異なる独自の道を目指した。「一面抵抗、一面平和」の哲学のもと日中和平を唱え奔走したがついに叶わなかった。一時は中国国民党政権のナンバー2であったが、最後には日本側に亡命したために、日本軍に利用され、南京の傀儡政権の元首に立てられた。1944年に名古屋で病死した。
李大釗(りたいしょう)
新文化運動の中心的人物、後に中国共産党の創設者の一人となる。日本のアジア主義が右派の日本主義や皇道主義と結び付き、大陸侵略を正当化するイデオロギーになっていった。李大釗はアジア諸民族の解放と平等な連合によるアジア大連邦の結成を説き、1919年に論文『大亜細亜主義与新亜細亜主義』で旧来の大アジア主義に代わる新アジア主義を掲げてアジア連邦を説いた。
大陸浪人
大陸で政治活動をしていた者たちの総称。征韓論で大陸に渡った不平士族たちがルーツとされ、日本の欧化政策への反感あるいは現地での利権に食い込むことを狙って、アジア主義や国家主義に傾倒する者が多かった。そうした大陸浪人の一人である萱野長知は、満州事変時には非公式ながら犬養毅首相の指示で満州返還の含みまで入れた日中和平のための秘密交渉に携わった。
東亜協同体論
1930年代末（日中戦争初期）、東アジア地域において民族・国家を超克する協同体の建設を主張したもの。当時の近衛文麿首相のブレイン集団である昭和研究会を中心に構想され、三木清・蠟山政道・尾崎秀実・新明正道らが主要な論者となった。
スバス・チャンドラ・ボース
対英インド独立運動活動家。当初、ドイツと結ぼうとしていたが、対英講和を目論むヒトラーの思惑とのズレやボース自身もドイツのソ連侵攻をみたことによるナチドイツへの不信感から、日本との連帯を図り、日本に移動。自由インド仮政府を樹立しインド独立を達成することで、東南アジアなどにその輪を広げ、アジア人によるアジア建設を目指そうとした。主に日本軍のマレー半島攻略時に投降した英軍インド兵をもとに日本軍側が組織したインド国民軍の最高司令官に就任、インパール作戦にも同軍を参加させた。日本敗戦後、中国共産党根拠地への脱出を図り、台湾からソ連軍の支配する満州に行こうとしたが、その際の飛行機事故で亡くなる。
マハトマ・ガンディー
非暴力主義を掲げて、インドをはじめとする植民地支配民族の独立運動を展開した。
オットー・シュトラッサー
元ナチ党の最左派リーダーで後に脱党し黒色戦線を組織。「反西欧帝国主義・資本主義」の「ナショナル・ボルシェヴィズム」の立場からインド独立闘争を全面的に支持。
三浦襄
最後まで大東亜共栄圏を理想と信じて行動した日本人。
平野義太郎
マルクス主義者であるが、転向後、中国華北部での自然村調査などをへて、1945年に『大アジア主義の歴史的基礎』において、大アジア主義を主張。同書は近年、「日本におけるアジア主義の終着点」とも評価され、見直されはじめている。
町井久之（通名。本名：鄭建永）
戦後、活動した右翼活動家・ヤクザ（任侠世界からはのちに引退し、実業家へ転身）。在日韓国人でありながらも、大アジア主義を標榜し、反共・反北朝鮮も盛り込んだ思想団体「東声会（後に東亜会→東亜友愛事業組合と改称）」を設立。「一朝有事に備えて、全国博徒の親睦と大同団結のもとに、反共の防波堤となる強固な組織を作る」という児玉誉士夫の呼び掛けで、「東亜同友会」設立構想にも参画する。
鹿島守之助
参議院議員、鹿島建設会長。「汎欧州」を掲げる欧州連合の父クーデンホーフ＝カレルギー伯爵の構想に基づき「汎アジア」を提唱。
田中清玄
戦前に日本共産党中央委員長から転向し、戦後活動した右翼活動家・実業家。クーデンホーフ＝カレルギー伯爵や鹿島守之助と親しくし、中国の鄧小平とインドネシアのスハルト大統領に「アジア連盟」を提起。